# Lágojávrásj
Lágojávrásj, enligt tidigare ortografi Lakojaurasj, är en sjö i Gällivare kommun i Lappland och ingår i Luleälvens huvudavrinningsområde. Sjön har en area på 0,215 kvadratkilometer och ligger 942 meter över havet. Lágojávrásj ligger i Stora Sjöfallet Natura 2000-område. Sjön avvattnas av vattendraget Ripsojåhkå.

## Delavrinningsområde
Lágojávrásj ingår i det delavrinningsområde (748382-161683) som SMHI kallar för Mynnar i Langas. Medelhöjden är 657 meter över havet och ytan är 26,19 kvadratkilometer. Det finns inga avrinningsområden uppströms utan avrinningsområdet är högsta punkten. Ripsojåhkå som avvattnar avrinningsområdet har biflödesordning 2, vilket innebär att vattnet flödar genom totalt 2 vattendrag innan det når havet efter 290 kilometer. Avrinningsområdet består mestadels av skog (49 procent) och kalfjäll (47 procent). Avrinningsområdet har 0,22 kvadratkilometer vattenytor vilket ger det en sjöprocent på 0,8 procent.